# Diospyros cauligera
Diospyros cauligera är en tvåhjärtbladig växtart som beskrevs av Frank White. Diospyros cauligera ingår i släktet Diospyros och familjen Ebenaceae. Inga underarter finns listade i Catalogue of Life.